# Хэйан-кё

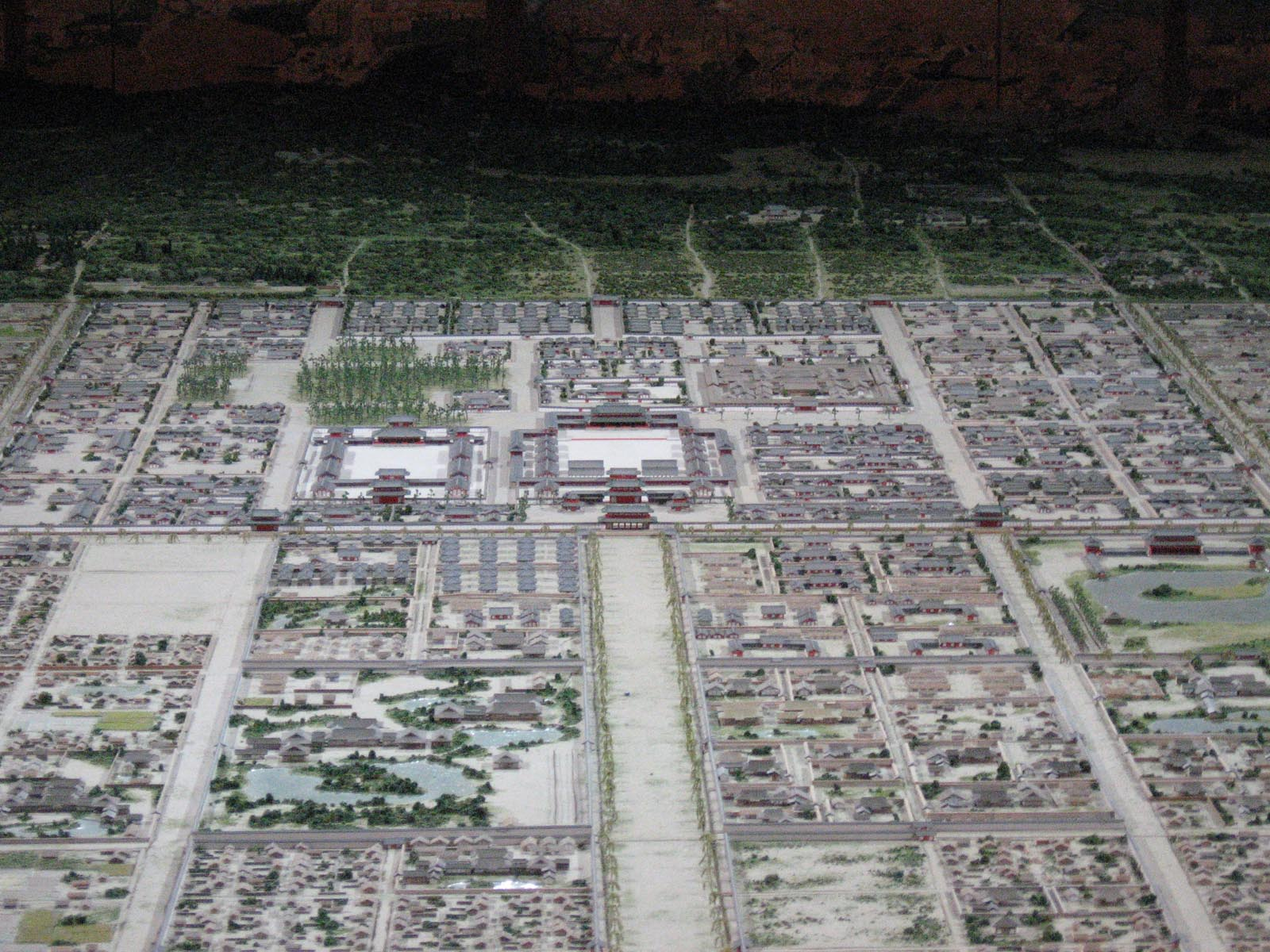
Большие императорские покои Хэйана

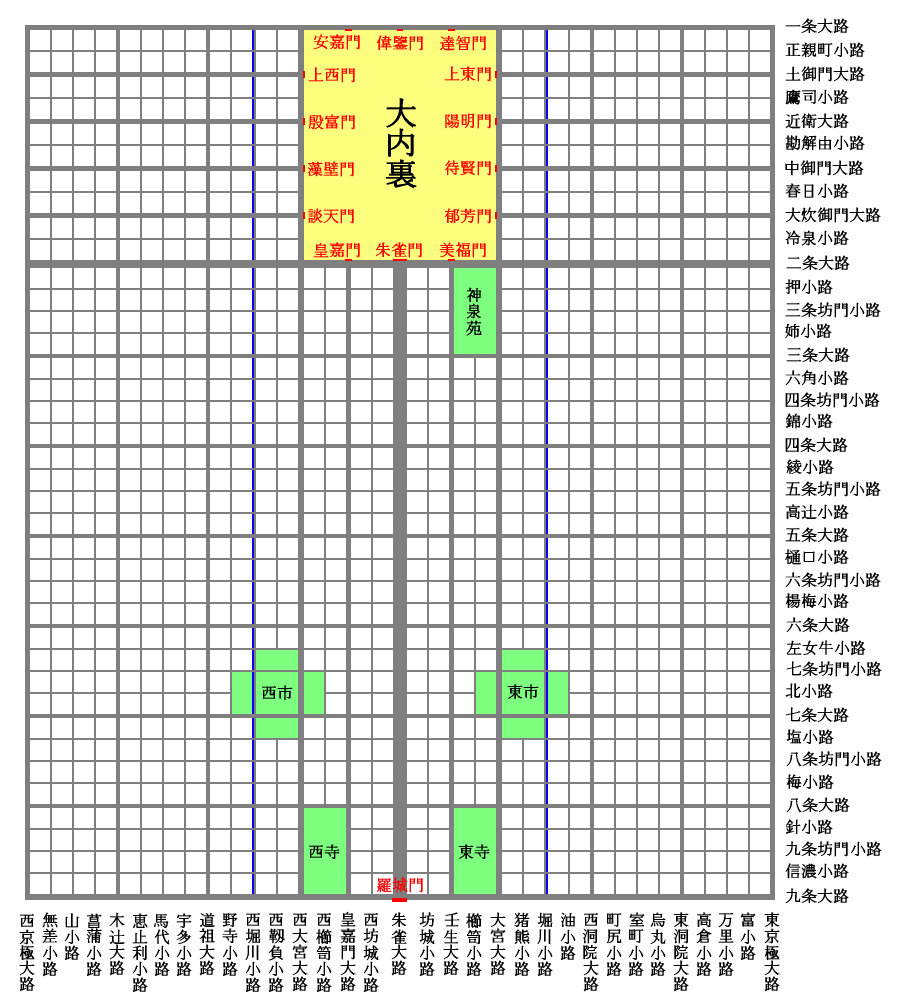
План столицы Хэйан. Зелёным выделены (сверху вниз): Сад божественных источников, левый и правый рынки, левый и правый монастыри

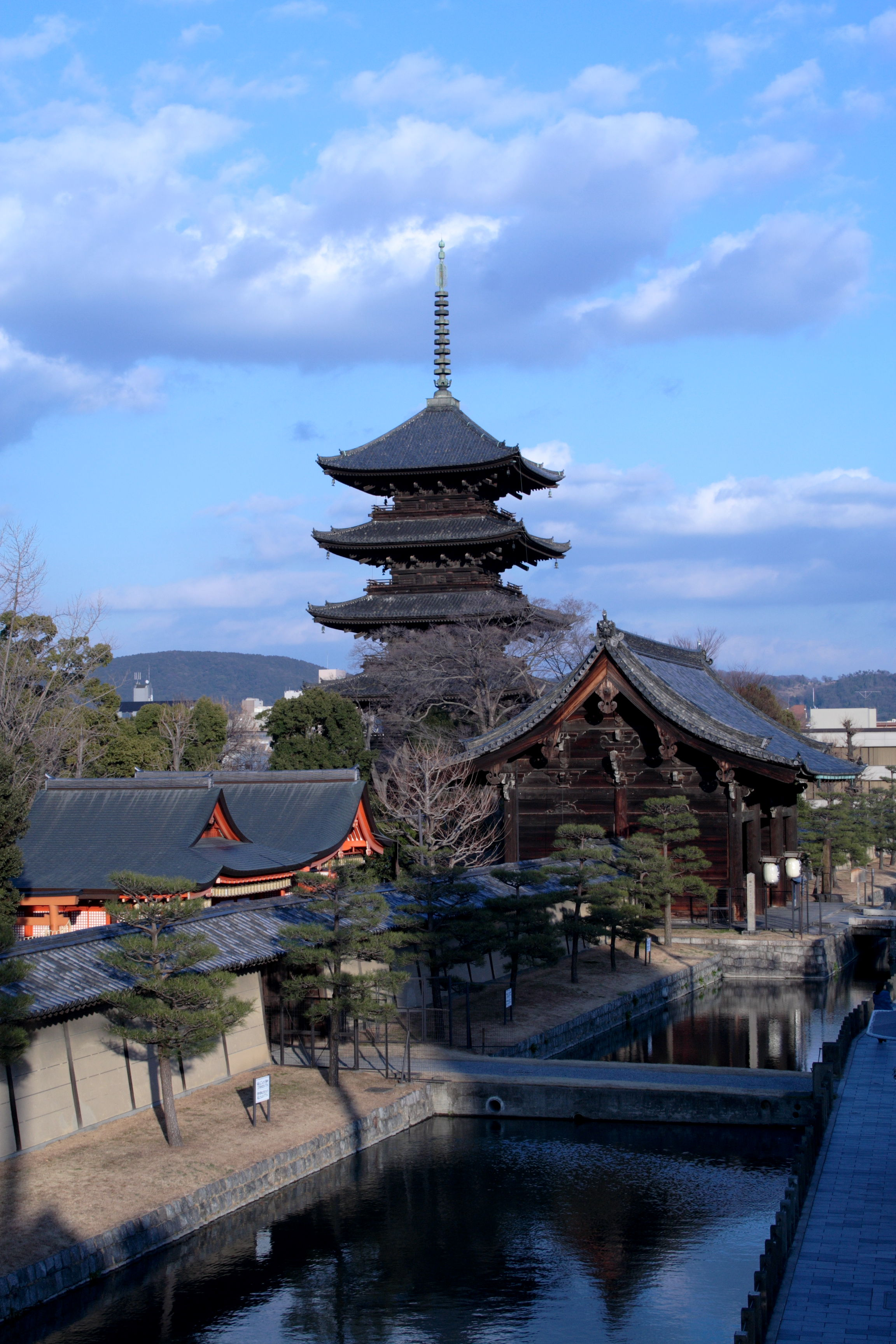
Здания «восточного» монастыря То-дзи в современном Киото

Хэйан (яп. 平安京 хэйан кё:, «столица мира и спокойствия») — столица японского государства в 794—1869 годах. Находилась в центре Ямасирской впадины, в центральной части современного города Киото префектуры Киото. Также известна как «Столичный город» (яп. 京の都 кё: но мияко).

## Краткие сведения
Столица Хэйан, как и её предшественники Хэйдзё и Нагаока, была спроектирована по китайской градостроительной системе «шахматной доски», по образцу танской столицы Чанъань, с учётом китайской философии фэншуй. С высоты птичьего полёта она напоминала прямоугольник. Её протяжённость с севера на юг составляла 5,3 км, а с запада на восток — 4,5 км.
По центральной части города пролегал Проспект Красного феникса (яп. 朱雀大路 судзаку о:дзи), шириной 84 м, тянувшийся от За́мковых ворот (яп. 羅城門 радзё:мон) на юге до Ворот Красного феникса (яп. 朱雀門 судзакумон) Императорского дворца на севере. Проспект разделял столицу на два крупных района: «левый» (яп. 左京 сакё:) и «правый» (яп. 右京 укё:). Каждый из них имел собственный рынок: «западный» (яп. 西市 ниси-ити) для «правого» и «восточный» (яп. 東市 хигаси-ити) для «левого» районов, а также районный буддийский монастырь: «западный» (яп. 西寺 сайдзи) для «правого» и «восточный» (яп. 東寺 то:дзи) для «левого» районов.
Кроме проспекта Красного феникса через город проходили другие проспекты (яп. 大路 о:дзи), шириной 24 м, и улицы (яп. 小路 ко:дзи), шириной 12 м, которые делили его на равновеликие прямоугольные «кварталы» (яп. 町 тё:). 4 ряда кварталов, примыкавшие вертикально к проспектам, которые проходили с севера на юг, назывались «сектором» (яп. 坊 бо:), а 4 ряда кварталов, примыкавшие горизонтально к проспектам, которые проходили с запада на восток, именовались «полосой» (яп. 条 дзё:). Соответственно, столица была разделена на 9 горизонтальных «полос» и 4 вертикальных «сектора» для «левого» и «правого» района. «Полосы», «секторы» и «кварталы» имели свои номера для ориентировки в городе.
В северной части столицы размещался Императорский дворец (яп. 平安宮 хэйан-кю:), который назывался Большими императорскими покоями (яп. 大内里 дайдайри). Площадь, которую он занимал, напоминала неправильный прямоугольник длиной 1,4 км с севера на юг и 1,2 км с запада на восток. Эта территория была окружена невысоким глиняным забором и имела 14 ворот. На северо-востоке дворца находились Императорские хоромы (яп. 内里 дайри), в центре — Династийный зал (яп. 朝堂院 тё:до:ин) для собрания правительства, на западе — Павильон веселья (яп. 豊楽院 буракуин) для празднований, а вокруг них — различные здания министерств, ведомств и императорской прислуги.
На юго-востоке от Императорского дворца, за пределами его стен располагался Сад божественных источников (яп. 神泉苑 синсэнъэн), который использовался как место прогулок императора. Население столицы Хэйан во времена её расцвета составляло около 200 тысяч человек. В среднем оно не превышало 100 тысяч человек.
Упадок Хэйан постепенно начинался с X века в связи с запустением «правого» района столицы из-за недостатка воды, а также малонаселённости южных кварталов города, которые располагались возле болот. Жители постепенно перемещались на восток, в «левый» район к реке Камо, чем разрушали структуру города. Многочисленные пожары привели к тому, что в XII веке столица Хэйан фактически раскололась на два урбанистических центра — северный «верхний» район Камигё (яп. 上京 камигё:) и южный «нижний» район Симогё (яп. 下京 симогё:). Сильный урон город понёс во время смуты Онин 1467—1477, в ходе которой почти вся столица была превращена в пепелище. Спустя века, в 1590-х годах, восстановленные районы Камигё и Симогё были объединены усилиями полководца Тоётоми Хидэёси в единый город Киото.
В 1869 году, в результате реставрации Мэйдзи и войны Босин, резиденция императора была перенесена в город Эдо, получивший название Токио. Фактически он превратился в новую столицу Японии. Однако императорского указа о переносе столицы, который должен выдаваться в таких случаях, провозглашено не было, поэтому ряд японских юристов и историков считают, что Хэйан, современный Киото, остаётся столицей страны по сегодняшний день.
Именем столицы Хэйан назван один из периодов японской истории.